# Penda Ly
Penda Ly (Dakar, 1991) è una modella senegalese, incoronata Miss Senegal 2012 e rappresentante del Senegal a Miss Universo 2012.

## Biografia
Penda Ly, al momento dell'incoronazione ventunenne studentessa di marketing, è stata incoronata Miss Senegal 2012 alla fine di un evento tenuto presso il King Pahd Palace. Penda Ly sarà la rappresentante ufficiale del Senegal in occasione della sessantunesima edizione del concorso di bellezza Miss Universo, Miss Universo 2012.